# Корганов, Николай Николаевич
Николай Николаевич Корганов (1891, Кутаис, Кавказская администрация — 12 мая 1961, Ростов-на-Дону) — невролог, доктор медицинских наук (1957), профессор, член-корреспондент АМН СССР. Ректор Ростовского государственного медицинского университета (1937—1938, 1944—1945).

## Биография
Николай Николаевич Корганов родился в 1891 году в грузинском городе Кутаиси в многодетной семье. Его мать — итальянка, музыкант; отец — армянин, работал военным писарем. В семье было восемь детей. В 1914 году Николай Николаевич окончил в Одессе медицинский факультет Императорского Новороссийского университета. В 1914 году за участие в студенческом движении был арестован и заключён на полтора месяца в тюрьму.
По окончании учебы был призван в армию, служил три года полковым врачом. С 1917 года работал врачом, потом ординатором клиники нервных и душевных болезней Донского университета. Учителями Николая Николаевича были профессора-психиатры Карапет Саркисович Агаджанянц и А. И. Ющенко. В 1920 году на некоторое время призывался в ряды Красной Армии.
С 1921 года работал ассистентом, старшим ассистентом, занимался преподаванием студентам педагогического института курса психологии.
Область научных интересов: детская психиатрия и невропатология.
Два срока, с 1937 по 1938 год и с 1944 по 1945 год, избирался ректором Ростовского государственного медицинского института (РГМИ) (ныне Ростовский государственный медицинский университет). В промежуток этих сроков был зав. учебной частью института, проректором по научной работе.
В годы Великой Отечественной войны работал консультантом эвакогоспиталей, главным медицинским специалистом на Северном Кавказе и Закавказском фронтах.
В 1944 году, после освобождения Ростова-на-Дону, вернулся в город, занимался восстановительными работами. В 1957 году Николай Николаевич Корганов защитил докторскую диссертацию, после чего получил звание профессора.
Под руководством профессора, члена-корреспондента АМН СССР Н. Корганова было защищено около 10 кандидатских и несколько докторских диссертаций, включая диссертации А. А. Меграбьяна, З. А. Соловьева, Л. П. Лобова и др.
Николай Николаевич Корганов скончался 21 мая 1961 года в Ростове-на-Дону, похоронен на Армянском кладбище.

## Труды
Николай Николаевич Корганов является автором более 100 научных работ, включая:
- Практическое руководство по семиотике психических заболеваний.
- Неврозы относительной недостаточности / Н. Н. Корганов, М. П. Берлин. — Харьков : Научная мысль, 1928. — 10 с.

## Награды
- Орден Ленина.
- Знак «Отличник здравоохранения».